# Myrmecocystus mexicanus

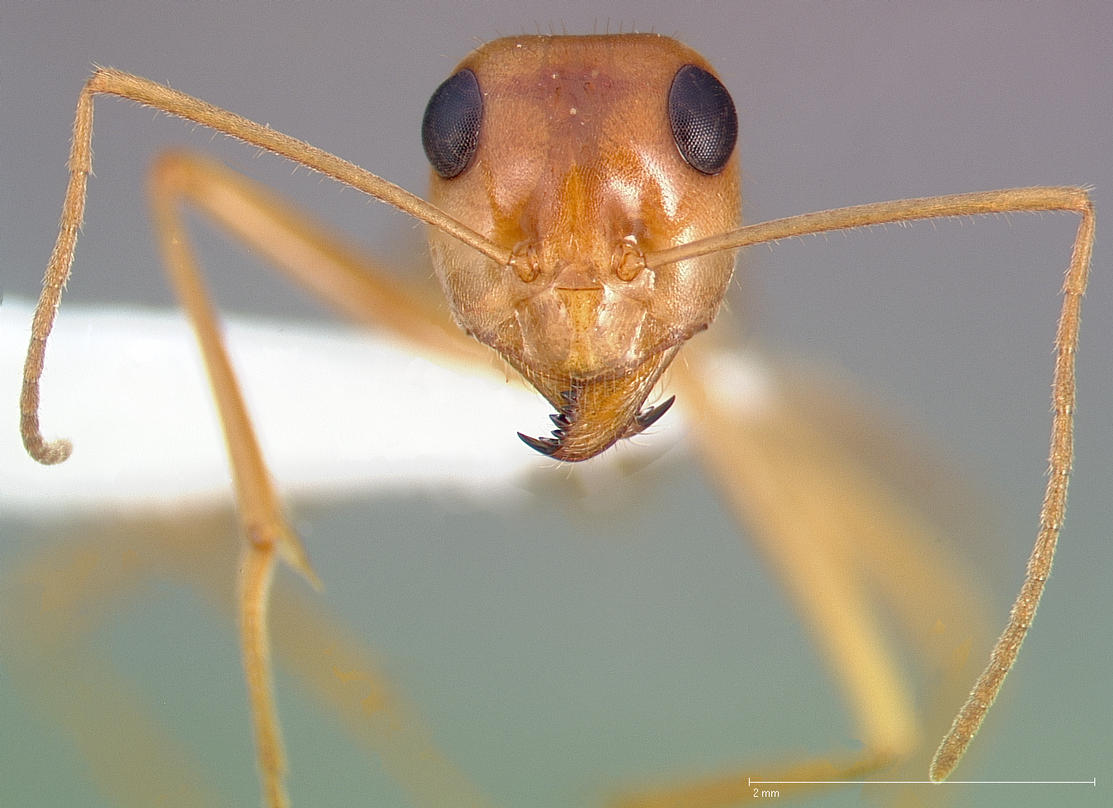
Голова рабочего Myrmecocystus mexicanus

Myrmecocystus mexicanus (лат.) — вид пустынных медовых муравьёв из рода Myrmecocystus (Lasiini, Formicinae).
Он относится к одному из шести родов, носящих общее название «медовые муравьи» из-за поведения, когда некоторые рабочие особи разбухают от жидкой пищи, становясь неподвижными, и свисают с потолка гнездовых камер, служа живым хранилищем пищи для колонии. Медовые муравьи встречаются в Северной Америке, Австралии и Африке. Виды муравьёв, относящиеся к роду Myrmecocystus, обитают в Северной Америке. В частности, M. mexicanus обитает на юго-западе США и в некоторых районах Мексики.

## Распространение
Северная Америка: США и Мексика. Встречаются от центральной Мексики на север до Колорадо и Юты и на запад до Калифорнии, включая Неваду, Нью-Мексико и Техас.

## Описание
Рабочие особи длиной 3—7 мм имеют желтовато-коричневую голову, грудь, ноги и немного более тёмное брюшко. Голова умеренно блестящая, с хорошо разделенными микропунктурами и разбросанными крупными, мелкими точками, микропунктуры наиболее грубые на лобных долях. Наличник более блестящий, чем лоб, слегка шагренирован, с редкими крупными точками, с плохо выраженной срединной импунктатной линией. В остальном интегумент слабо или умеренно шагренирован, умеренно блестящий. Королевы около 9 мм в длину; имеет желтовато-коричневую окраску, с переменными коричневатыми вкраплениями на затылке, дорзуме груди и тергитах брюшка. Крылья желтовато-гиалиновые, жилки и птеростигма рыжеватые до светло-коричневых. Самцы обычно имеют длину около 6 мм, желтоватый, часто с коричневатым вкраплением различной степени на дорзуме головы и груди, брюшко часто в значительной степени коричневое. Крылья беловато-гиалиновые до слегка коричневатых, жилки и птеростигма беловатые до желтоватых. Самцы и молодые самки крылатые.

## Жизненный цикл
Среди других видов муравьёв, на деградированных пастбищах в южной Аризоне колонии M. mexicanus живут в среднем 8,9 лет, а максимальная продолжительность жизни составляет 23 года.

### Размножение
В колонии размножаются только две касты — королевы (матки) и самцы. Рабочие являются стерильными и ухаживают за королевой и потомством. Спаривание происходит во время брачного полёта, когда крылатые королевы и самцы вылетают из гнезда.

### Брачная активность
Репродуктивные особи (крылатые девственные королевы и самцы) начинают выходить из родного гнезда за несколько дней до брачного полёта, но рабочие побуждают их вернуться в гнездо. Некоторые репродуктивные особи погибают до вылета, не вернувшись в гнездо. За несколько часов до брачного полёта королевы, самцы и рабочие выходят из гнезда и роятся вокруг входного отверстия. Рабочие даже покусывают молодых королев на земле, чтобы побудить их к полёту.

### Брачные полёты
Чтобы спариться, крылатые королевы и самцы M. mexicanus выходят из существующей колонии и роятся в брачных полётах. Эти полёты происходят в конце июля вечером, обычно примерно в то же время суток, когда рабочие колонии начинают фуражировать. Обычно вылет происходит на следующий день после дождя. Обычный брачный полёт длится около полутора часов. После полёта неспаренные королевы и самцы возвращаются в гнездо. Тот факт, что некоторые королевы и самцы возвращаются после таких полётов неспаренными, говорит о том, что «воздушный союз» затруднён. Спарившиеся королевы теряют крылья, а спарившиеся самцы погибают.

### Основание и развитие колонии
После спаривания королева роет гнездовую камеру. Примерно через два дня после вылета она запечатывает гнездовую камеру. Многие спарившиеся королевы после выкапывания и запечатывания гнездовых камер впоследствии не появляются вновь, что может свидетельствовать о высокой смертности среди недавно спарившихся королев. Примерно через пять дней после вылета королева откладывает яйца в кластеры по 5—10 штук. Личинки вылупляются примерно через 20 дней и начинают окукливаться в коконах примерно через 10 дней после этого. Взрослые рабочие особи появляются примерно через 63 дня после откладки яиц. Личинок кормят и ухаживают за ними королева и рабочие. Считается, что личинки могут даже питаться яйцами и мёртвыми рабочими. Рабочие из первого выводка обычно меньше рабочих из последующих выводков, что, как полагают, является адаптацией, способствующей быстрому росту популяции. Средний рабочий живёт от 11 до 170 дней.

## Структура популяции
Муравьиные колонии состоят из королевы-матери и её потомства, большинство из которого — стерильные самки-рабочие. Эти рабочие собирают пищу, ухаживают за расплодом и защищают колонию, в то время как основная обязанность королевы — продолжать откладывать яйца. Исследование шестидесяти шести гнёзд M. mexicanus, расположенных вблизи Сада Богов, Колорадо-Спрингс (штат Колорадо), обнаружилл, что типичное гнездо состоит примерно из 5 000 муравьёв. Как правило, от 75 до 78 % всего населения составляли рабочие. Около 22—25 % населения колонии состояло из крупнобрюхих медовых рабочих. Готовясь к брачным полётам, гнёзда производят большое количество репродуктивных особей. В одном гнезде было найдено 100—110 самцов, в другом — 209 королев.

## Медовые муравьи

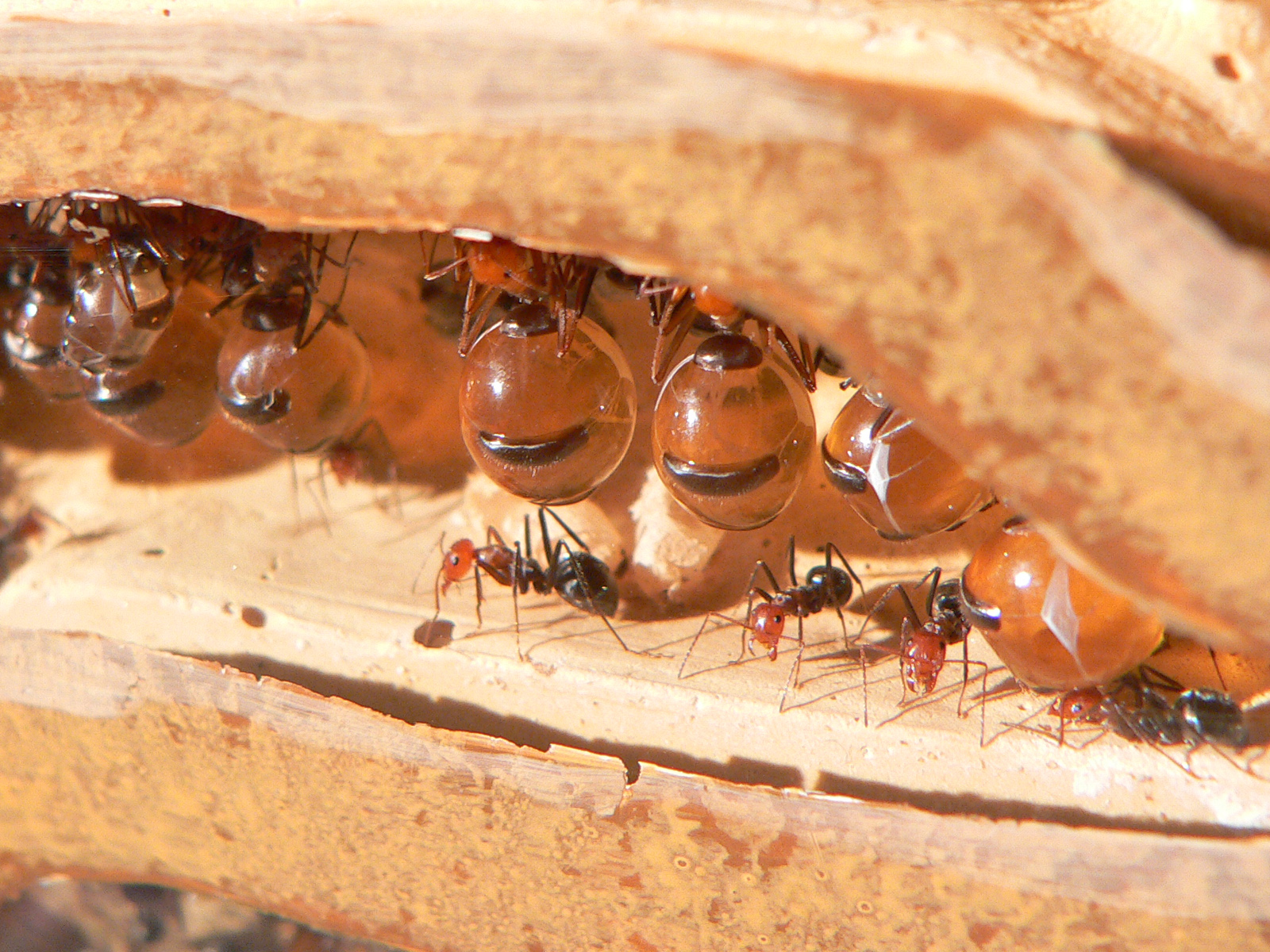
«Медовые бочки», живые рабочие-реплиты Myrmecocystus sp.

### Роль в колонии
Название «медовые муравьи» происходит от особенности развития крупнобрюхих рабочих-реплитов (replete, plerergates), чьи брюшки настолько раздуваются от пищи, что используются остальными членами колонии как живые хранилища корма. Они «истощаются» во время голода, обычно в зимнее время, чтобы поддержать колонию. Такое поведение является примером кастовой системы в семьях муравьёв и других эусоциальных насекомых. Крупнобрюхие рабочие являются подмножеством стерильной касты рабочих.

### Развитие
У M. mexicanus крупнобрюхие рабочие-реплиты развиваются из самых крупных рабочих в колонии. Если удалить из колонии реплитов, то следующие по величине рабочие быстро превращаются в реплитов. Рабочие могут превратиться в реплитов примерно за две недели. Другие рабочие кормят развивающихся реплитов нектаром растений, собранным по вечерам. Реплиты настолько разбухают, что становятся неподвижными и свисают с потолков куполообразных камер подземного гнезда.

### Морфология
Когда рабочий-реплит наполняется жидкой пищей, его зоб (небольшой отросток пищевода перед желудком, образно называемый «общественным желудком»), раздувается и вытесняет другие органы брюшка. Зоб рабочих-реплитов расширяется примерно в четыре-пять раз по сравнению с обычными линейными размерами, когда они полностью заполнены пищей. У M. mexicanus размер брюшка рабочих-реплитов колеблется в пределах 6—12 мм в длину. По мере истощения запасов пищи они становятся «отвисшими и истощёнными».
Рабочие-реплиты M. mexicanus также различаются по содержанию «мёда» или пищи, которую они несут. Их можно классифицировать по цвету их расширенного брюшка: тёмно-янтарный, янтарный, молочный и прозрачный. Считается, что каждый цвет соответствует определённому источнику пищи. Темно-янтарные и янтарные реплиты содержат сахара, такие как глюкоза и фруктоза, в основном из нектара цветов. Молочные реплиты содержат большое количество белка и масел, которые, как полагают, поступают от насекомых. Прозрачные реплиты содержат в основном воду и сахарозу (сахар), поэтому считается, что они служат для хранения воды в засушливом климате. Обнаружено, что в небольшом проценте реплитов присутствуют два видимых слоя жидкости: один состоит из сахаров, а другой — из липидов, глицерина и эфиров холестерина.

## Муравейники
Королевы-основательницы предпочитают размещать свои гнёзда на вершинах хребтов и на средних высотах. В пустынях Невады муравейники имеют внешний кратер размером от 4 до 18 см и высотой 3—5 см. Входное отверстие диаметров в среднем 18 мм.
Входы в гнездо обычно расположены на открытом месте, и колонии перемещают свои входы, если их первоначальное входное отверстие становится затенённым. M. mexicanus — ночные фуражиры и предпочитают более низкие температуры — от 15 до 20 °C. Поэтому для них может быть очень важно иметь незакрытые входы, чтобы почва быстро остывала после захода солнца и позволяла им скорее приступить к добыче корма.
Гнёзда M. mexicanus тесно связаны с гнёздами муравьёв-жнецов Pogonomyrmex occidentalis. M. mexicanus питается мёртвыми и почти мёртвыми рабочими особями P. occidentalis, что и объясняет такую тесную связь. Из 145 пищевых объектов, собранных рабочими M. mexicanus, 110 объектов были мёртвыми рабочими P. occidentalis, а два — живыми. Гнёзда M. mexicanus в среднем располагались на расстоянии 5—10 метров от гнёзд P. occidentalis, но часть гнёзд была найдена ближе, чем в 3 метрах.

## Хищничество
У M. mexicanus, по-видимому, не так много естественных хищников. Койоты и барсуки были замечены раскапывающими колонии муравьёв.

## Использование человеком
Каста реплитов M. mexicanus и других медовых муравьев была деликатесом для коренных американцев, проживающих на юго-западе США и в некоторых районах Мексики. Коренные жители называли их «некуакатль» («nequacatl») и употребляли в пищу раздутые брюшки муравьев. Мексиканцы также использовали «мед» из медовых муравьев в своих лекарствах и пище, а также сбраживали их для приготовления алкогольных напитков.

## Таксономия
Вид был впервые описан в 1838 году бельгийским энтомологом Константином Весмэлем (1798—1872) по типовому материалу из Мексики.